# Prawo Stefana-Boltzmanna

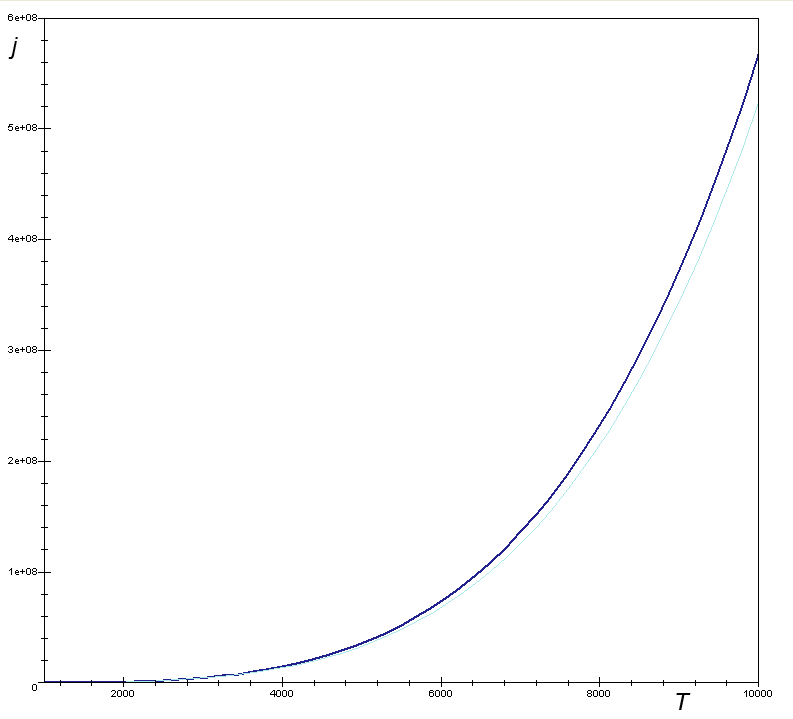
Zależność promieniowania ciała doskonale czarnego od temperatury. Jaśniejsza linia – promieniowanie według przybliżonego prawa Wiena

Prawo Stefana-Boltzmanna – prawo opisujące całkowitą moc wypromieniowywaną przez ciało doskonale czarne w danej temperaturze.
Prawo zostało opracowane doświadczalnie przez Jožefa Stefana w 1878 r., a wykazane na podstawie praw termodynamicznych w 1884 r. przez Ludwiga Boltzmanna.

## Wzór
{\displaystyle \Phi =\sigma T^{4},}
gdzie:
{\displaystyle \Phi } – strumień energii wypromieniowywany z jednostki powierzchni ciała [{\displaystyle \mathrm {W/m^{2}} }],
{\displaystyle \sigma } – stała Stefana-Boltzmanna,
{\displaystyle T} – temperatura w skali Kelvina.
Stała Stefana-Boltzmanna wynosi:
{\displaystyle \sigma ={\frac {2\pi ^{5}k^{4}}{15h^{3}c^{2}}}=5{,}670367(13)\times 10^{-8}\mathrm {\frac {W}{m^{2}K^{4}}} .}

## Wyprowadzenie
Prawo Stefana-Boltzmanna można wyprowadzić, korzystając z rozkładu Bosego-Einsteina dla fotonów zamkniętych w pudełku o objętości V. Średnia energia fotonów w danej temperaturze T wynosi:
{\displaystyle \langle E\rangle =\int \limits _{0}^{\infty }\hbar \omega \rho (\omega ){\frac {1}{\exp \left({\frac {\hbar \omega }{kT}}\right)-1}}\mathrm {d} \omega ,}
gdzie:
{\displaystyle \omega } – częstotliwość fotonów,
{\displaystyle \rho (\omega )} – gęstość stanów dla fotonów,
{\displaystyle \hbar } – stała Diraca,
{\displaystyle k} – stała Boltzmanna.
Podstawienie wartości
{\displaystyle \rho (\omega )={\frac {V\omega ^{2}}{\pi ^{2}c^{3}}}}
daje
{\displaystyle \langle E\rangle ={\frac {V\hbar }{\pi ^{2}c^{3}}}\int \limits _{0}^{\infty }\omega ^{3}{\frac {1}{\exp \left({\frac {\hbar \omega }{kT}}\right)-1}}\mathrm {d} \omega .}
Wartością tej całki jest:
{\displaystyle \langle E\rangle ={\frac {6V\hbar }{\pi ^{2}c^{3}}}\left({\frac {kT}{\hbar }}\right)^{4}\zeta (4),}
gdzie:
{\displaystyle \zeta (4)} – wartość funkcji zeta Riemanna.
Powyższy wynik jest równoważny prawu Stefana-Boltzmanna.